# Hypocoela spodozona
Hypocoela spodozona är en fjärilsart som beskrevs av Louis Beethoven Prout 1925. Hypocoela spodozona ingår i släktet Hypocoela och familjen mätare. Inga underarter finns listade i Catalogue of Life.